# Dosinia carpentariana
Dosinia carpentariana is een tweekleppigensoort uit de familie van de Veneridae. De wetenschappelijke naam van de soort is voor het eerst geldig gepubliceerd in 1997 door Lamprell & Healy.